# Црква Светог Јована Крститеља у Стрмици
Црква Светог Јована Крститеља у Стрмици је једнобродна православна парохијска црква Епархије далматинске у книнском селу Стрмица.

## Историја
Црква је изграђена 1618. године. Звоник је сазидан је 1816. године. Уз стару цркву подигнута је нова крајем 19. вијека. Припадала јој је филијална црква у Тишковцу.

## Опис цркве
Црква је доста утонула у земљу. Зидови су јако дебели, и непотребно за ту величину, поготово што има необичан свод, направљен од дрвених гредица, у пресјеку готово сличан преломљеном своду, да није благог завршног лука.

### Унутрашњост и иконостас
Иконостас је величином релативно мали, али је програмски врло садржајан. Изнад престоних икона, у већ класичном распореду ако је у питању далматиснки иконостас, налазе се још три реда икона. Први ред чине фигуре апостола, други пророци, док у трећем реду су лучно завршене иконе Великог празника. Изнад царских двери су композиције Тајне вечере и Свете Тројице. У питању је једно провинцијско сликарство у којем се мјешају грчки и српски утицаји видљиви не само у натписима тих двају писама. Физиономије ликова на малим иконама су понешто деформисаног профила, ситне, живих покрета, док су костими савремени, декоративни, и узбибани на „барокни” начин. Престоне иконе су нешто свечаније, али вјероватно и оне припадају том времену, дакле крају 18. или почетку 19. вијека. Ван иконостаса су остале очуване појединачне иконе од којих истичемо Светог Ђорђа, затим икону Свете Параскеве са бројаницама у руци и икону са двије водоравно издјељене композиције Благовештења Захарија и Рођења Светог Јована, обје вјероватно из првих десетљећа 19. вијека. Те иконе имају исту декоративну схему изнад фигура, понешто сладуњав, розикаст тон инкарната и сликане су на начин не много далек од зографског.